# Valchi Dol (huyện)
Valchi Dol là một huyện thuộc tỉnh Varna, Bungaria. Dân số thời điểm năm 2001 là 12973 người.